# Delerium
Delerium (произносится: Дели’риум, производное от слова delirium — бред, исступление) — канадский электронный музыкальный проект, основанный в 1987 году Биллом Либом и Рисом Фалбером (англ. Rhys Fulber), участниками группы Front Line Assembly.

## История
Музыкальный проект Delerium берёт своё начало в 1986 году. Именно под этим названием Рис Фалбер и Бил Либ стали создавать необычные звуки. Участники распределили свои обязанности, из которых Фалбер обрабатывал семплы, занимался программированием, используя базовые вокальные и струнные партии, а Либ создавал новые семплы, разрабатывал общую концепцию группы, сочинял тексты, писал партии струнных, создавал секвенции. Первый альбом дуэта Faces, Forms & Illusions не вызвал большого интереса у публики, второй же Morpheus был уже высоко отмечен критиками.
В 1997 году вышел переломный в деятельности Delerium альбом Karma. В записи альбома участвовали Сара Маклахлан (Sarah McLachlan), Кристи Фёрск (Kristy Thirsk), Жакуи Хант (Jacqui Hunt), Камилль Хендерсон (Camille Henderson) и некоторые другие. Альбом попал в Top 5 списка Top New Age Albums.
В начале 2000-х годов звучание проекта заметно меняется от мрачного эмбиента в сторону более лёгкой популярной музыки. Первый альбом из этой серии, Poem, вышел в 2000-м году. В записи альбома участвовали Лэй Нэш (Leigh Nash), Джоанна Стивенс (Joanna Stevens), Рэйчел Фуллер (Rachel Fuller) и другие приглашённые вокалистки. Альбом продемонстрировал весь талант Билл Либа, способного творить не только на почве мрачного эмбиента или электро-индастриала, но и создавать красивый, воздушный, проникновенный и даже в чём-то романтичный материал. Альбом был высоко оценён критиками, и занял третье место в списке Top New Age Albums. Но по-настоящему произвёл фурор только второй диск под названием Chimera, вышедший в 2003-м году, и являющийся логическим продолжением стиля Poem. Альбом традиционно заслужил высокие оценки критиков, занял первое место в списке Top New Age Albums, второе в списке Top Electronic Albums, и был продан в количестве более миллиона копий.
Во многих композициях группа использует сэмплы из народных песен, в частности стран ближнего востока и Африки. К примеру, композиция "Rise Above" фактически представляет собой дарк-эмбиент переработку древней армянской песни "Дле Яман" (в композиции звучит сэмплированная игра на дудуке из этой песни).

## Дискография

### Альбомы / Мини-альбомы
- Faces, Forms & Illusions (Dossier, 1989), LP / CD
- Morpheus (Dossier, 1989), LP / CD
- Syrophenikan (Dossier, 1990), LP / CD
- Stone Tower (Dossier, 1991), LP / CD
- Euphoric (Third Mind, 1991), EP / CD
- Spiritual Archives (Dossier, 1991), LP / CD
- Spheres (Dossier, 1994), LP / CD
- Spheres 2 (Dossier, 1994), LP / CD
- Semantic Spaces (Nettwerk, 1994), CD
- Karma (Nettwerk, 1997), CD
- Karma (с бонус-диском) (Nettwerk, 1997, 1999, 2000), 2CD
- Poem (Nettwerk, 2000), CD
- Poem (с бонус-диском) (Nettwerk, 2000), 2CD
- Chimera (Nettwerk, 2003), CD
- Chimera (с бонус-диском) (Nettwerk, 2003), 2CD
- Nuages du Monde (Nettwerk, 2006), CD
- Voice: An Acoustic Collection (Nettwerk, 2010), CD
- Music Box Opera (Nettwerk, 2012), CD
- Mythologie (Metropolis Records, 2016), CD (September 23)

### Синглы
- «Flowers Become Screens» (Nettwerk, 1994), CDS
- «Incantation» (Nettwerk, 1994), 12"
- «Euphoria (Firefly)» (Nettwerk, 1997), CDS
- «Duende» (Nettwerk, 1997), CDS
- «Silence» (Nettwerk, 1999, 2000), CDS
- «Heaven’s Earth» (Nettwerk, 2000), CDS
- «Innocente» (Nettwerk, 2001), CDS
- «Underwater» (Nettwerk, 2002), CDS
- «After All» (Nettwerk, 2003), CDS
- «Run for It» (Nettwerk, 2003), промо CDS
- «Truly» (Nettwerk, 2004), CDS
- «Silence 2004» (Nettwerk, 2004), CDS
- «Angelicus» (Nettwerk, 2007), промо CDS
- «Lost and Found» (Nettwerk, 2007), промо CDS
- «Dust In Gravity» (Nettwerk, 2010), MCD
- «Monarch» (Nettwerk, 2012), iTunes

### Сборники
- Reflections I (Dossier, 1995), CD
- Reflections II (Dossier, 1995), CD
- Archives I (Nettwerk, 2002), 2CD
- Archives II (Nettwerk, 2002), 2CD
- Odyssey: The Remix Collection (Nettwerk, 2001), 2CD
- The Best Of (Delerium album)|The Best Of (Nettwerk, 2004), CD

### Онлайн-эксклюзив
- «Above the Clouds» (2003), песня, доступная только для скачивания, с участием (Shelley Harland)

### Видеоклипы
- «Flowers Become Screens»
- «Incantation»
- «Euphoria (firefly)»
- «Duende»
- «Silence» (Airscape Mix)
- «Aria»
- «Innocente» (Lost Witness Remix)
- «Underwater» (Above & Beyond’s 21st Century remix)
- «After All»
- «After All» (Svenson & Gielen edit)
- «Angelicus»
- «Lost and Found»
- «Fire Fly» (Revolver Film Company)
- «Chrysalis heart»
- «Monarch»
- «Days Turn Into Nights»